# Мамедова, Диана Руслановна
Диана Руслановна Мамедова (азерб. Diana Mammədova; 5 марта 1998) — азербайджанская и российская футболистка, полузащитница российского клуба «Рубин» и сборной Азербайджана.

## Карьера
Воспитанница российского футбола, начинала заниматься этим видом спорта с первого класса. В 2011 году перешла в футбольную школу «Енисей» (Красноярск). Первый тренер — Лукьяненко Татьяна Леонидовна. Становилась победительницей Спартакиады школ России (2012). Также выступала в мини-футболе, в сезоне 2012/13 стала бронзовым призёром первенства России в своём возрасте и лучшим бомбардиром турнира (17 голов).
Ещё в юном возрасте начала выступать за взрослый состав «Енисея» в первом дивизионе России. Участвовала в матчах финального турнира первого дивизиона 2013 года, где красноярский клуб занял второе место. После выхода «Енисея» в высший дивизион футболистка была переведена в резервный состав, где провела два сезона. В 2018 году была признана лучшим игроком «Енисея-2». В 2019 году вернулась в основной состав клуба, а 11 апреля 2019 года сыграла свой дебютный матч в высшей лиге, появившись на поле в перерыве игры против «Чертаново» вместо Анастасии Грининой. Всего в сезоне 2019 года провела 12 матчей в высшей лиге. После окончания сезона 2024 покинула «Енисей» и перешла в казанский «Рубин».
Также выступала за команду Сибирского федерального университета, становилась победительницей российских и европейских студенческих соревнований.
На международном уровне с 2014 года представляет Азербайджан, выступала за юниорскую и молодёжную сборную страны. Осенью 2019 года сыграла первые официальные матчи за национальную сборную Азербайджана в отборочном турнире чемпионата Европы-2021.